# Kovanice
Kovanice (en allemand : Kowanitz) est une commune du district de Nymburk, dans la région de Bohême-Centrale, en République tchèque. Sa population s'élevait à 867 habitants en 2020.

## Géographie
Kovanice se trouve à 3 km au sud-est du centre de Nymburk et à 47 km à l'est-nord-est de Prague.
La commune est limitée par Nymburk au nord-ouest et nord, par Poděbrady à l'est et au sud-est, par Písková Lhota au sud et par Hořátev à l'ouest.

## Histoire
La première mention écrite de la localité date de 1266.

## Administration
La commune se compose de deux quartiers :
- Kovanice
- Chvalovice